# Ipitacuape
Ipitacuape, también escrito Ipitacuapi, es una localidad de las tierras bajas de Bolivia, ubicada en la región del Chaco boliviano.
Está ubicada en el municipio de Charagua de la provincia Cordillera en el departamento de Santa Cruz. El pueblo está a una altitud de 820 m s. n. m. entre la  Serranía de Charagua de la cordillera de los Andes en el oeste y el humedal de los Bañados de Izozog al este.

## Toponimia
Según el libro "Guía al Chaco boliviano" del padre franciscano Bernardino de Nino, el nombre Ipitacuape significa "párate acá" en idioma chiriguano.

## Geografía
Ipitacuape se encuentra en el clima tropical del Gran Chaco de América del Sur, con una estación húmeda de seis meses de noviembre a abril y una estación seca de mayo a octubre.
La temperatura media anual es de 23 °C, con 17 a 18 °C de junio a julio y más de 26 °C de noviembre a diciembre. La precipitación anual es de casi 900 mm, los meses más lluviosos son diciembre y enero con 175 mm y los meses más secos julio y agosto con casi 10 milímetro

## Transporte
Ipitacuape se encuentra a 342 kilómetros por carretera al sur de Santa Cruz de la Sierra, la capital departamental.
Desde Santa Cruz, la ruta nacional pavimentada Ruta 9 corre hacia el sur por Cabezas hasta Abapó en las orillas del río Grande y vía Ipitá y Villa Montes hasta Yacuiba en la frontera boliviana con Argentina. Cinco kilómetros al sur de Abapó se bifurca hacia el este por la Ruta 36, pavimentada los primeros 39 kilómetros hasta San Isidro del Espino y luego en camino de tierra otros 161 kilómetros vía Igmiri, Saipurú y Tapyta hasta Charagua y por vía Machipo y San Antonio del Parapetí conduce a Ipitacuape.

## Demografía
La población de la localidad ha descendido un tercio en la década comprendida entre los dos último censos:
| Año  | residente            | fuente |
| ---- | -------------------- | ------ |
| 1992 | sin datos de detalle | Censo  |
| 2001 | 268                  | Censo  |
| 2012 | 70                   | Censo  |

Debido a la distribución poblacional históricamente creciente, la región tiene una proporción significativa de población guaraní, en el municipio de Charagua el 48,8 % de la población habla guaraní. 